# 장영실 (드라마)
《장영실》은 2016년 1월 2일부터 2016년 3월 26일까지 방영된 KBS 1TV 대하드라마이다. 조선의 과학자 장영실에 대한 이야기를 담고 있다.
2015년 방영한 징비록(50부작)의 뒤를 잇는 24부작 대하드라마로, 장영실 방영 이후에는 대하드라마가 중단되었다. 이후 후속작은 5년여가 지나 2021년 12월 방영을 시작한, 태종 이방원(32부작 기획)이다.

## 등장 인물

### 주인공
- 송일국: 장영실 역 (아역 정윤석)

### 주요 인물
- 김상경: 세종 이도 역 (아역 홍현택)
- 김영철: 태종 이방원 역
- 박선영: 소현옹주(韶賢翁主) 역 (아역 윤시영)

### 왕실
- 김기현: 태조 이성계 역
- 이병욱: 양녕대군 역 (아역 조용진)
- 김보미: 경혜옹주 역
- 한정우: 문종 역 (아역 최승훈)
- 최동아: 단종 역[1]
- 고영빈: 세조 역

### 조정 대신들
- 김도현: 이천 역
- 손병호: 하연 역
- 정한용: 황희 역
- 김병기: 맹사성 역
- 이영석: 조말생 역
- 한기중: 허조 역
- 김효원: 정초 역
- 강신구: 정흠지 역
- 정의갑: 정인지 역
- 박승규: 박은 역
- 황이건: 김구남 역
- 이건명: 박연 역
- 안신우: 최만리 역

### 서운관 사람들
- 이병훈: 이순지 역
- 서현철: 최복(가상인물) 역
- 임혁: 유택상 역
- 민준현: 전배천(가상인물) 역
- 이주현: 지경찬(가상인물) 역
- 강지후: 성사국(가상인물) 역

### 동래현 사람들
- 이지훈: 장희제(가상인물) 역 (아역 김단율) - 장영실의 사촌
- 김명수: 장성휘 역 - 장영실의 부친
- 김애란: 은월(상정인물) 역
- 손호균: 장기배(가상인물) 역
- 강성진: 석구(가상인물) 역 (아역 이준서)
- 김대종: 김학주(가상인물) 역 (아역 이계인)

### 한양 사람들
- 윤아름: 을선(乙善) 역
- 미정: 오구산 역
- 이건: 한내관 역
- 김미라: 엄상궁 역

### 명나라 사람들
- 김광영: 선덕제 역
- 권빈: 정통제 역
- 임동진: 주태강(가상인물) 역
- 박규리: 주부령(가상인물) 역
- 임철형: 윤봉 역
- 박혁민: 마봉걸(가상인물) 역
- 황찬호: 무산(가상인물) 역
- 윤덕용: 동창 수장 역
- 유영복: 왕진 역

### 그 외 인물
- 차보성: 성삼문 역
- 곽민호: 고길수(가상인물) 역
- 조상구: 변대치 역
- 변준석: 최율 역
- 장광: 조광 역
- 김민혁: 오필교 역
- 차예준: 임명덕 역
- 미상: 배강춘 역
- 오지혁: 유철 역
- 장준녕
- 송승환
- 진현광
- 이제관
- 박대규
- 설창희
- 최동엽
- 김민규
- 박혁민
- 김문식
- 신치영
- 조신근
- 조연호
- 황비호
- 이호율
- 이주연

### 특별출연
- 남일우: 장성배 역
- 채동현: 김법래 역
- 여회현: 나기순 역
- 송대한: 꼬마 거지1 역
- 송민국: 꼬마 거지2 역
- 송만세: 꼬마 거지3 역

## 시청률

### 본방 시청률
최저 시청률과 최고 시청률은 시청률 조사회사와 지역별로 시청률에 차이가 있을 수 있습니다.
| 2016년      | 2016년      | 2016년         | 2016년       | 2016년         | 2016년       |
| 회차        | 방송일      | TNmS 시청률    | TNmS 시청률  | AGB 시청률     | AGB 시청률   |
| 회차        | 방송일      | 대한민국(전국) | 서울(수도권) | 대한민국(전국) | 서울(수도권) |
| ----------- | ----------- | -------------- | ------------ | -------------- | ------------ |
| 제1회       | 1월 2일     | 8.5%           | 8.7%         | 11.6%          | 11.5%        |
| 제2회       | 1월 3일     | 8.6%           | 8.4%         | 11.5%          | 12.3%        |
| 제3회       | 1월 9일     | 9.6%           | 8.6%         | 10.2%          | 10.4%        |
| 제4회       | 1월 10일    | 9.0%           | 9.2%         | 11.3%          | 12.3%        |
| 제5회       | 1월 16일    | 9.8%           | 9.3%         | 10.1%          | 10.1%        |
| 제6회       | 1월 17일    | 10.0%          | 9.9%         | 12.2%          | 12.9%        |
| 제7회       | 1월 23일    | 12.2%          | 11.3%        | 14.1%          | 14.2%        |
| 제8회       | 1월 24일    | 12.4%          | 10.8%        | 14.1%          | 15.1%        |
| 제9회       | 1월 30일    | 10.7%          | 9.3%         | 12.2%          | 12.5%        |
| 제10회      | 1월 31일    | 10.4%          | 10.0%        | 13.4%          | 13.5%        |
| 제11회      | 2월 6일     | 9.9%           | 9.5%         | 11.9%          | 12.5%        |
| 제12회      | 2월 13일    | 9.2%           | 8.2%         | 10.9%          | 11.8%        |
| 제13회      | 2월 14일    | 9.1%           | 8.5%         | 10.3%          | 10.3%        |
| 제14회      | 2월 20일    | 9.0%           | 9.5%         | 11.0%          | 11.1%        |
| 제15회      | 2월 21일    | 9.2%           | 8.4%         | 11.7%          | 11.6%        |
| 제16회      | 2월 27일    | 8.8%           | 8.3%         | 10.8%          | 10.8%        |
| 제17회      | 2월 28일    | 9.6%           | 9.3%         | 11.7%          | 11.6%        |
| 제18회      | 3월 5일     | 10.5%          | 10.1%        | 11.5%          | 12.1%        |
| 제19회      | 3월 6일     | 9.7%           | 8.2%         | 11.8%          | 11.6%        |
| 제20회      | 3월 12일    | 9.4%           | 8.4%         | 10.4%          | 10.1%        |
| 제21회      | 3월 13일    | 10.1%          | 8.2%         | 12.0%          | 12.2%        |
| 제22회      | 3월 19일    | 9.5%           | 8.2%         | 10.4%          | 10.0%        |
| 제23회      | 3월 20일    | 10.5%          | 9.8%         | 11.9%          | 11.9%        |
| 제24회      | 3월 26일    | 9.4%           | 8.0%         | 10.2%          | 10.2%        |
| 평균 시청률 | 평균 시청률 | 9.8%           | 9.1%         | 11.6%          | 11.8%        |

### OST
2016년 4월 1일 디지털 음원으로 34곡이 발매되었다.
각 곡의 작곡가는 한국음악저작권협회에 게시된 정보를 참고하였다.
| #            | 제목                                                                                | 작곡            | 재생 시간 |
| ------------ | ----------------------------------------------------------------------------------- | --------------- | --------- |
| 1.           | 〈Black And White Drama Mix Ver. (Main Title)〉                                     | 이창희, 김준범  | 1:27      |
| 2.           | 〈Celestial〉                                                                       | 이창희, 최재우  | 2:24      |
| 3.           | 〈Eclipse Festival〉                                                                | 최재우          | 1:38      |
| 4.           | 〈Here We Are〉                                                                     | 이창희, 김준범  | 4:03      |
| 5.           | 〈Great Invention〉                                                                 | 이창희, 최명희  | 2:58      |
| 6.           | 〈Bear Resentment〉                                                                 | 이창희, 최명희  | 3:03      |
| 7.           | 〈I Am A〉                                                                          | 이창희, 김준범  | 3:01      |
| 8.           | 〈Inspiration〉                                                                     | 이창희, 여하경  | 2:37      |
| 9.           | 〈My Kingdom My People〉                                                            | 여하경          | 3:39      |
| 10.          | 〈Dia Black〉                                                                       | 이창희, 김준범  | 2:27      |
| 11.          | 〈Eureka〉                                                                          | 최재우, 여하경  | 1:39      |
| 12.          | 〈Form A Distance〉                                                                 | 김준범, 최재우  | 2:24      |
| 13.          | 〈Peacepul〉                                                                        | 최명희          | 2:55      |
| 14.          | 〈Twinkle〉                                                                         | 여하경          | 2:39      |
| 15.          | 〈Hostility〉                                                                       | 여하경          | 2:26      |
| 16.          | 〈Dreamscape〉                                                                      | 김서현          | 1:11      |
| 17.          | 〈Here We Are Slow Ver.〉                                                           | 이창희, 김준범  | 2:20      |
| 18.          | 〈Cloud Blac〉                                                                      | 김준범, 최재우  | 4:59      |
| 19.          | 〈Look At The Sky〉                                                                 | 최명희          | 1:50      |
| 20.          | 〈Providence〉                                                                      | 최명희, 최재우  | 3:47      |
| 21.          | 〈Second Way〉                                                                      | 김준범, 김서현  | 4:16      |
| 22.          | 〈Tic Toc〉                                                                         | 여하경, 김서현  | 2:25      |
| 23.          | 〈Whiter Happening〉                                                                | 이창희, 김준범  | 1:16      |
| 24.          | 〈Curiosity〉                                                                       | 최명희          | 2:42      |
| 25.          | 〈Run To Death〉                                                                    | 여하경          | 2:23      |
| 26.          | 〈Conflicting〉                                                                     | 김준범, 최명희  | 4:33      |
| 27.          | 〈Rage〉                                                                            | 김서현          | 2:27      |
| 28.          | 〈Inventor Jang〉                                                                   | 최명희, 김서현  | 1:33      |
| 29.          | 〈Silver〉                                                                          | 김준범          | 2:07      |
| 30.          | 〈Jangs Lab〉                                                                       | 김준범, 최명희  | 6:17      |
| 31.          | 〈Chopin: Prelude No.4 In E Minor Op.28-4 (쇼팽: 전주곡 4번 마단조 작품번호 28-4)〉 | Various Artists | 3:45      |
| 32.          | 〈Ivory White〉                                                                     | 이창희, 김준범  | 6:51      |
| 33.          | 〈Black And White Classic Mix Ver. (Main Title)〉                                   | 이창희, 김준범  | 1:29      |
| 34.          | 〈Quf Ak Wnd〉                                                                      | 김은명          | 2:01      |
| 총 재생 시간 | 총 재생 시간                                                                        | 총 재생 시간    | 1:37:32   |

## 수상
- 2016년 KBS 연기대상 중편드라마부문 남자 우수연기상 송일국
- 2016년 KBS 연기대상 남자 청소년 연기상 정윤석

## 엔딩 다큐멘터리
대부분의 짝수 회차의 마지막 부분에서 드라마 관련된 인물, 유적이나 시대적 배경에 대하여 간략한 다큐멘터리를 제작하여 방송한다.
- 엔딩다큐연출: 박수진, 최희준
- 엔딩다큐구성: 박신자
- 엔딩다큐내레이션: 박형욱

## 결방 사유
- 2016년 2월 7일 특집 KBS 뉴스 - 북 장거리 미사일 발사 방송으로 인해 결방[4]

## 참고 사항
- 이 드라마는 2015년 1월 16일에 제작발표가 이루어졌고 7월 28일에 송일국으로 확정되면서 당초 2015년 9월 방송 예정이었으나[5] 배우들의 스케줄 문제로 인해 2016년 1월 2일로 방영이 연기되었는데 삼각관계, 왕족과 노비의 로맨스[6] 등 퓨전 트렌디 사극에나 등장할 법한 요소들을 대폭 추가시켰다는 지적이 있었다.
- 2015년 12월 15일 첫 번째 티저 영상이 공개되었다.[7]

## 경쟁 프로그램
- 《애인 있어요》(SBS, 2015년 8월 22일~2016년 2월 28일)
- 《미세스 캅 2》 (SBS, 2016년 3월 5일~2016년 5월 8일)
- 《내 딸, 금사월》 (MBC, 2015년 9월 5일~2016년 2월 28일)
- 《결혼계약》 (MBC, 2016년 3월 5일~2016년 4월 24일)